# Herman van Riemsdijk

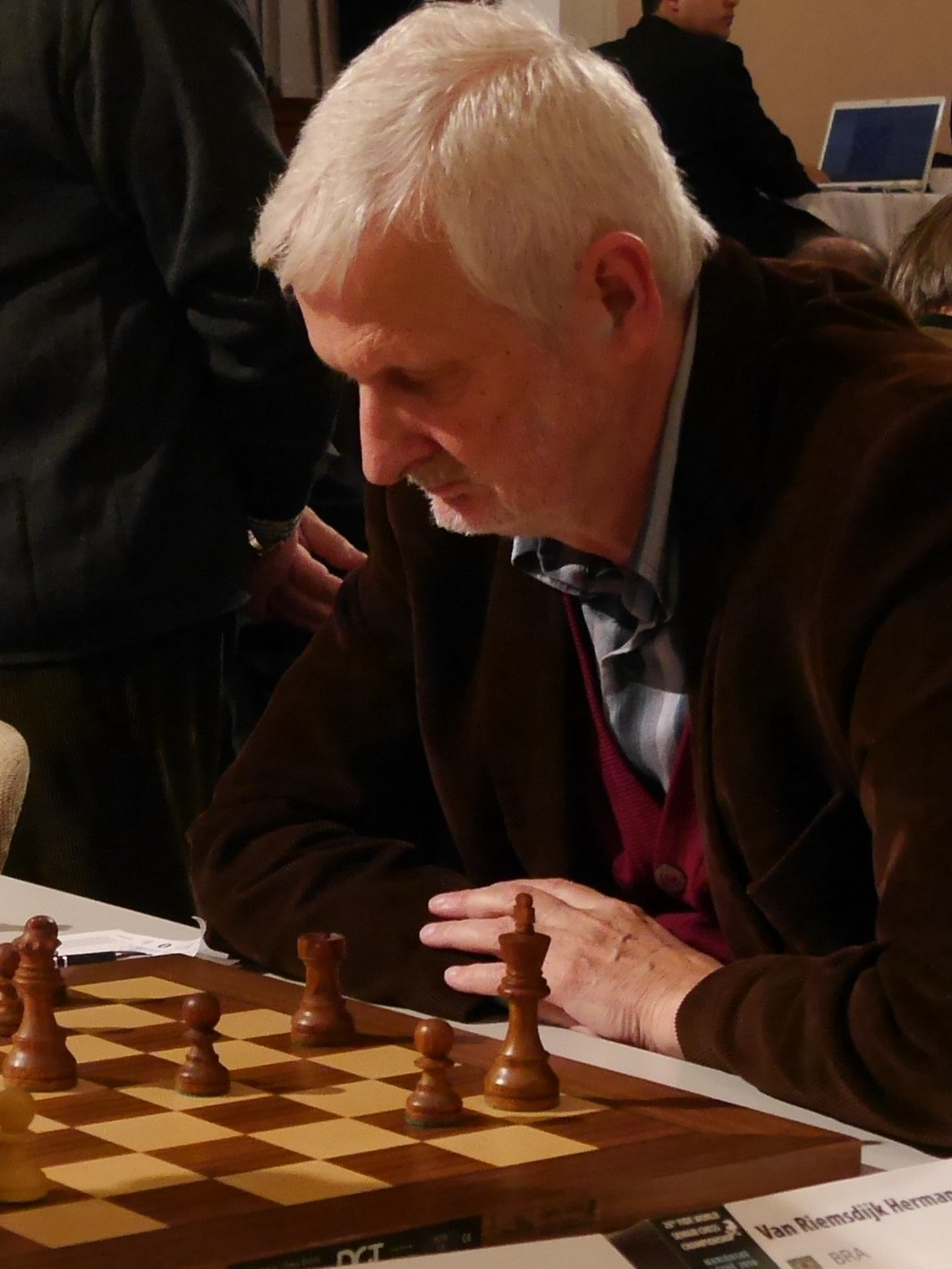
Herman van Riemsdijk (2016)

Herman Claudius (Herman) van Riemsdijk (Tiel, 26 augustus 1948) is een Braziliaanse schaker met FIDE-rating 2306 in 2017. Zijn hoogste rating 2460 bereikte hij in 1991. Hij is sinds 1978 een Internationaal Meester (IM).  Ook is hij een International Arbiter. 

## Biografie
Van Riemsdijk werd geboren in Tiel en verhuisde op 9-jarige leeftijd naar Brazilië. 
Hij was kampioen van Brazilië in 1970, 1973 en 1988; in 1977 werd hij in Santa Cruz pan-Amerikaans schaakkampioen. Hij was 11 keer lid van het Braziliaanse team bij Schaakolympiades (1972–1974, 1978–1984, 1988–1994, 1998).
Hij is auteur van diverse artikelen over schaken, en met de Belgische schaker Willem Hajenius schreef hij het boek Final Countdown, over het eindspel. Hij was ook secondant van diverse Braziliaanse junioren. Ook speelde hij in Nieuw-Zeeland (waar een broer van hem woont) en Australië. 

## Externe koppelingen
- (en)   Informatie over schaakpartijen van Herman van Riemsdijk op ChessGames.com
- (en)   Informatie over schaakpartijen van Herman van Riemsdijk op 365chess.com
- (en)  FIDE-ratinggegevens voor Herman van Riemsdijk
- homepage Herman van Riemsdijk